# Miloš Vemić
Miloš Vemić (Novi Sad, 8 marzo 1987) è un pallavolista serbo.
Gioca nel ruolo di schiacciatore nel Kladno.

## Palmarès

### Club
- Campionato serbo: 1

2006-07
- Coppa di Serbia: 4

2004-05, 2005-06, 2006-07, 2009-10